# MS66
De MS66 was een type treinstel van de NMBS. De treinstellen maken deel uit van de klassieke motorstellen waarvan er tussen 1939 en de jaren 1970 ongeveer 500 op het spoor verschenen.
De productie van de MS66 spreidde zich over de jaren 1966 en 1970 en is gebaseerd op het type MS54 en MS55. Het is de eerste reeks treinstellen van de klassiekers die 140 km/h kunnen rijden. Deze serie is opgedeeld in 3 reeksen, de MS66 (601-640), MS70JH (641-664) en MS70TH (665-676).
Oorspronkelijk waren de stellen groen, in de jaren 90 werden ze bordeaux gekleurd. Begin de jaren 0 werden de stellen gemoderniseerd en werd hun interieur vanaf 0 terug opgebouwd en werden ze in de 'New Look" kleuren gespoten. Sommige stellen kregen in de jaren 2010 en 2020 een 'New Look 3'-laag.
In 2006-2008 zijn alle MS70TH-stellen, behalve 672, gemoderniseerd tot MSCR. 
Vanaf 2015 werden de eerste stellen van deze serie uit dienst genomen door de komst van de MS08-stellen. De jaren nadien werden nog verschillende stellen uit dienst gehaald. En sinds 2022 worden er opnieuw systematisch stellen uit dienst genomen door de komst van de M7-rijtuigen.
Begin december 2023 werd de 624 buiten dienst gesteld als laatste motorstel uit de reeks van 1966. De laatste 6 MS70JH-stellen, de 642, 648, 655, 660, 662 en 663 zullen in de loop van 2024 uit dienst gaan. De 642 en 663 werden al gered van de sloop om te dienen als vervangend materieel op de S41 Luik-Aken hbf. Zelfs de 624 en de 660, die bedoeld waren voor museumdoeleinden, kwamen weer in dienst.
6 maart 2024 ging motorstel 624 opnieuw uit dienst. Vermoedelijk door een technisch defect werd dit stel later ook gesloopt. Enkel de 660 zal bewaard blijven door Trainworld.
13 december 2024 reden de overige stellen van deze serie en de MSCR-stellen hun laatste dag in de commerciële dienstregeling. Een dag later, op 14 december, reden stel 648 en 660 mee in de afscheidsrit door België, samen met MSCR-stellen 988 en 997.